# Météo-France
Météo-France è il servizio nazionale meteorologico francese.
L'organizzazione è stata fondata con decreto del 18 giugno 1993 e fa parte del Ministero dei Trasporti francese. La sede principale si trova a Parigi, ma diverse operazioni base sono state decentralizzate a Tolosa. Il budget annuale si aggira intorno ai 300 milioni di euro, forniti dallo stato, da servizi aeronautici e dalla commercializzazione di servizi.
Météo-France è una delle organizzazioni meteorologiche nazionali più importanti a livello mondiale. È una delle fondatrici dell'EUMETSAT, servizio europeo responsabile del Meteosat. L'organizzazione rappresenta inoltre la Francia nel'Organizzazione Meteorologica Mondiale.
Oltre a fornire i suoi servizi meteorologici alla Francia, l'agenzia formula il meteo e le allerte per i dipartimenti francesi d'oltremare. Ha, infatti, quattro sub-divisioni che hanno base in Martinica (con altre suddivisioni che servono la Guadalupa e la Guyana francese), in Nuova Caledonia, nella Polinesia francese ed a Riunione. Alcune di queste sub-divisioni sono molto importanti a livello internazionale.